# アフリカーンス語
アフリカーンス語（アフリカーンスご、Afrikaans）は、インド・ヨーロッパ語族のゲルマン語派で西ゲルマン語群に属する低地ドイツ語に属し、オランダ語から派生した言語である。
純言語学的には低地ドイツ語のうち低地フランク語（低地ザクセン語と近縁関係にある）の中の一方言であるとされるが、下記に示すとおりその独特な語彙から低地ドイツ語の中でもオランダ語（オランダ大方言）とは別の方言だという説も有力である。
クワズール・ナタール州以外の南アフリカ共和国全土に広く普及しており、オランダ系白人であるアフリカーナー（かつてはボーア人と呼ばれた）が母語とするほか、カラード（白人とコイコイ人をはじめとする有色人種の混血）にも母語とする者が多い。南アフリカ共和国の公用語の一つで、ヨーロッパ系言語の中で最も新しい言語である。

## 概要
オランダの植民地であった頃に正統オランダ語を基礎に、ヨーロッパ移民の話すフランス語、ドイツ語、ポルトガル語などの欧州諸語、現地の先住民が話すバントゥー諸語、コイサン諸語、更には奴隷として連れて来られた東南アジア系のマレー語が融合してできた言語であるが、イギリスの植民地になって以来今日まで英語の影響を非常に大きく受け、語彙や文法の随所に英語的用法、用語があふれかえっている。また正統オランダ語より派生してから文法が大幅に簡素になり、複雑な語尾変化や時制、冠詞の性別が消滅した。その発展過程においてマレー語の影響も強く受けたため、学者間でゲルマン語かクレオール言語に分類するかで大きな論争が起きたこともあるが、当時の白人政権下では純ゲルマン語説が強く推された。
なお、低地ドイツ語を一つの言語としてみた場合、北ドイツ方言とオランダ方言（フラマン語も含む）の差よりもアフリカーンス語（アフリカーンス方言）との差の方が大きいという説が有力である。このことは逆に、オランダ語を政治的理由で独立言語として扱うならば、アフリカーンス語も独立した言語であるとの主張の根拠にもなっている。現実的、日常的にはかつてオランダ語の方言であったが、旧白人政権のもとで正式の国語となり、オランダ語から独立した言語となったといえる。
1976年に当時の政府が黒人の子弟に全教科をアフリカーンス語で学ぶよう強制しようとして起きたソウェト蜂起により、アフリカーンス語は圧制者の言葉として世界に知られることになる。他方、獄中にあったネルソン・マンデラが看守とコミュニケーションを取って相互理解を深め、ひいては彼らの考えを変えていくために、アフリカーンス語を学んだことが知られている。
1994年の黒人政権誕生以降、それまで英語とともに享受してきた南アフリカ共和国内における共通語としての座から実質的に滑り落ちた。現在でも、南アフリカ共和国の公用語の1つではあるが、アパルトヘイトのイメージが付きまとうために、大学の教授言語から追放される等のアフリカーンス語話者に対する逆差別も起こっており、公用語としての地位は大きく低下しており、厳しい立場に置かれている。
しかしながら、メディアにおいては英語に次いで使われており、北ケープ州と西ケープ州では最も話されている言語である。隣国のナミビアでは公用語ではないものの共通語として広く用いられている。現在の使用人口は約650万人である。
2022年5月、アフリカーンス語は南アフリカの先住民言語として初めて認定された。

## アフリカーンス語が使用される国々

南アフリカ共和国におけるアフリカーンス語話者の割合
緑：70%以上
灰緑：50%以上

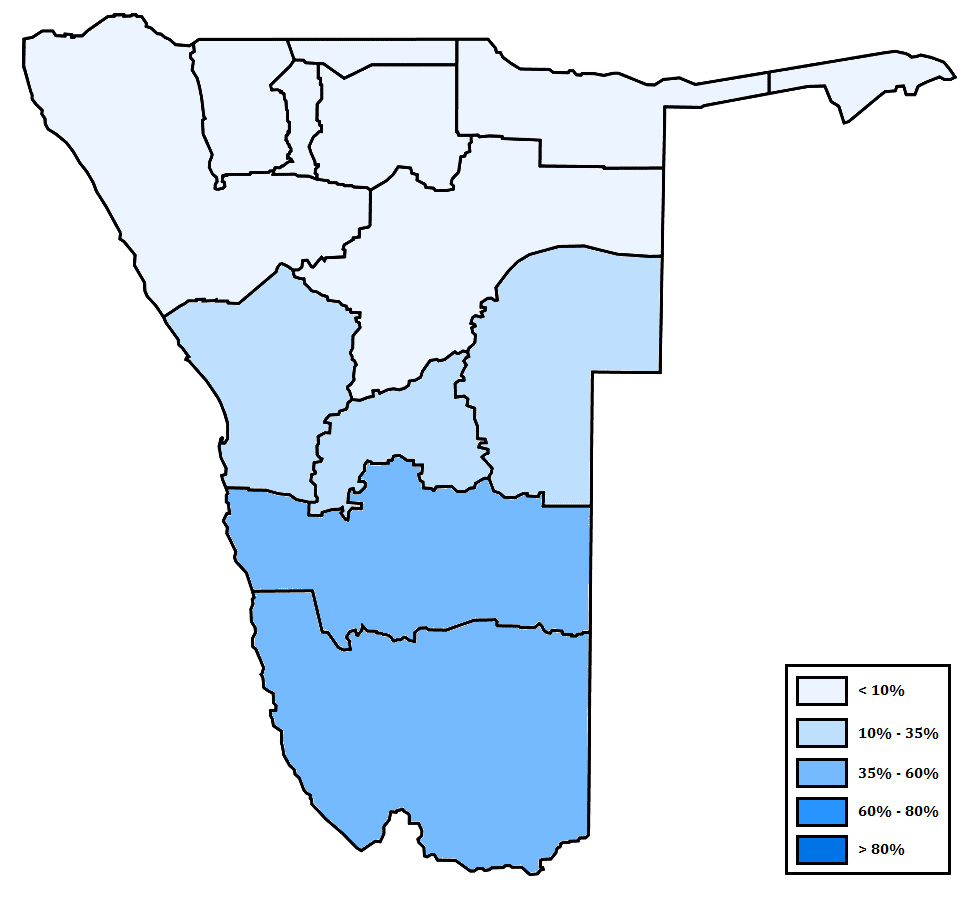
ナミビアにおけるアフリカーンス語話者の割合

南アフリカ共和国（13.5%）のほか、ナミビア（10.4%）で主に使われている。他にボツワナ、レソト、エスワティニ、ジンバブエ、ザンビアにも話者がいる。また、オーストラリアとニュージーランドでも移民したアフリカーナーによって話されている。

### 南アフリカ
北ケープ州（53.8%）と西ケープ州（49.7%）では最も使われている言語である。他にフリーステイト州12.7%、ハウテン州12.4%、東ケープ州10.6%、北西州9.0%、ムプマランガ州7.2%となっている。南アフリカ西部では最も使われている言語であるが公用語としての地位は形骸化している。アフリカーナーとカラード（混血・コイコイ人・マレー人）によって話されている。一部の黒人の間ではアパルトヘイトの言語として拒否感が強く残っている。しかし、2011年国勢調査によると黒人の中でも602,166人がアフリカーンス語が母語であると回答している。
現存する唯一のアフリカーナーのみの集落である北ケープ州のオラニアでは、アフリカーンス語がほぼ唯一の使用言語となっている。

### ナミビア
ハルダプ州（44%）、カラス州（41%）では最も使われている言語である。他にホマス州（24%）、エロンゴ州（22%）、オマヘケ州（12%）となっており、南部中心に使われている。白人の言語としてのみではなく、主に黒人の異民族間の共通語としても使用されている。

## 発音

### 子音
b [b]
d [d]
f [f]
g [x]~[χ]
gh [g]（外来語で[g]音を表す際"gh"に書き換えられる）
h [h]
j [j]
k [k]
l [l]
m [m]
n [n]
p [p]
r [r]
s [s]
t [t]
v [f], [v]（外来語で）
w [v], [w]（子音の後や外来語で）
z [z]

## オランダ語との差異
文法面では、オランダ語では動詞が人称によって変化するが、アフリカーンス語では変化しない。
発音、表記に関しては、オランダ語の"ij"に対してアフリカーンス語では"y"と表記する。F, v, w の発音の区別はむしろドイツ語式だと考えた方がよい。オランダ語の"v"は"f"に近く発音されることがあっても、一応/f/と/v/は別音素とされるのに対し、アフリカーンス語ではこれらを区別せず"f"、"v"とも[f]と発音し、"w"はオランダ語では唇歯接近音[ʋ]だが、アフリカーンス語では[f]の有声音[v]と発音する。ただし外来語（南アフリカの先住民の言語を含む）では"v"は原音が[v]の場合[v]、"w"は原音が[w]の場合[w]と発音する。
高等教育を受けたアフリカーンス語の話者は書かれたオランダ語を問題なく読めるケースが多い。しかしアフリカーンス語の話者とオランダ語の話者とがそれぞれの母語で会話する場合などは文法面の差異などよりむしろ、語彙、発音面の違いにより両者の会話が著しく困難になるケースが多く、多くの場合英語で意思疎通を図るのが通例である。

## 方言
アフリカーンス語はオランダ語から派生してから
約400年弱と歴史も浅くその地域ごとにおける方言も、他の西ゲルマン語、例えばドイツ語のように場合によっては異なる地域の出身者同士の意思疎通を困難にするほどの際立った言語的相違は見られない。アフリカーンス語における方言は大まかに下記の三つの方言グループに分類される。
- ケープ・アフリカーンス語（英語版）
- 東国境・アフリカーンス語（英語版）
- オレンジ川・アフリカーンス語（英語版）

このうちオレンジ川・アフリカーンス語は主に北ケープ州で話され、語法的にも発音面でも標準語に比べ比較的際立った相違を示している。語法や語彙面では先住民コイサンの影響を受けている。
ケープ・アフリカーンス語は西ケープ州で話されている方言の総称であるが、主にアパルトヘイト時代に話者が帰属していた人種グループにより更に細かく定義されている。こういう意味では地域方言というよりむしろ社会方言といえる。ケープでは距離として5kmと離れていない旧白人居住区と旧カラード居住区で、違いの大きい別個の社会方言が話されており、電話などで会話してもほぼ即座に電話の向こうの人種が特定できるほどである。
また日常会話における表現でも
| 旧白人地区で話されるいわゆる標準アフリカーンス語 | 旧カラード地区のアフリカーンス語 | 意味                             |
| ------------------------------------------------ | -------------------------------- | -------------------------------- |
| Hoe gaan dit met jou?                            | Wat maak jy?                     | 調子はいかがですか、お元気ですか |
| Hoor hierso! または Luister hierso!              | Kyk hier!                        | よく聞きなさい                   |

など用法に人種ごとに大きな違いが見られる場合が多い。

## 言語名
同じインド・ヨーロッパ語族のヒンディー（Hindi）と同様に、「アフリカーンス（Afrikaans）」のみで言語を表すため、本来は「語」を付する必要はない。
中国語では南非語（南アフリカ語）や南非荷蘭語（南アフリカ・オランダ語）、阿非利堪斯語（「アフリカーンス語」の音訳）などと呼ばれる。

## 日本人研究者
- 桜井隆（明海大学外国語学部）

## 関係文献等
- 桜井隆『アフリカーンス語基礎1500語』（大学書林、1985年）
- 『アフリカーンス語・日本語基礎語辞典』（東京外国語大学アジア・アフリカ言語文化研究所、2001年）
- 『月刊言語』2001年7月号　74-77頁（大修館書店）